# 헤푸블리카 광장 (상파울루)

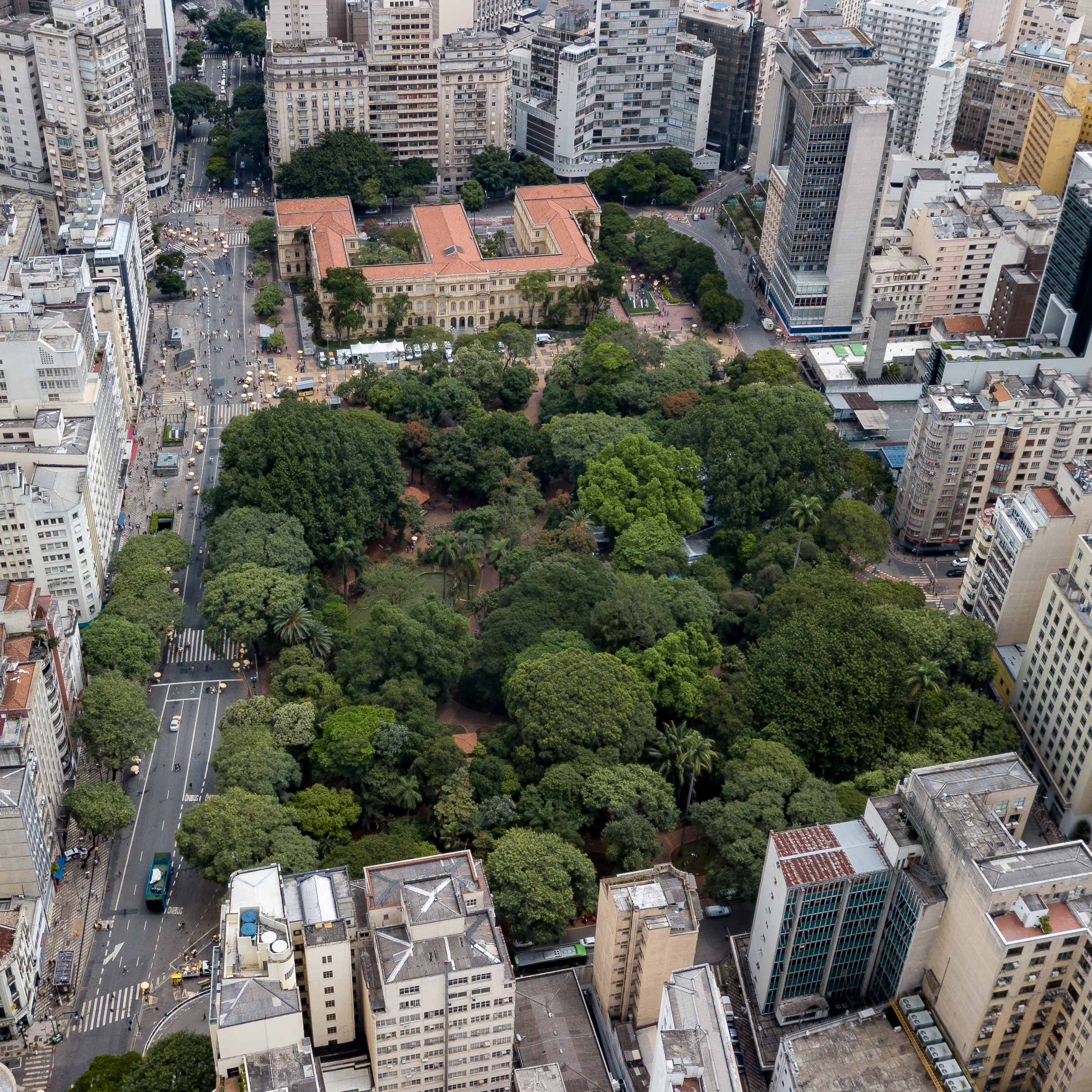

헤프블리카 광장(Praça da República, Square of the Republic)은 브라질 상파울루의 헤푸블리카에 위치한 공원이자 광장이다. 헤프블리카 광장의 이름은 1889년 이전에는 Largo dos Curros, Largo da Palha, Praça das Milícias, Largo Sete de Abril, Praça 15 de Novembro 등 여러가지로 불렸다.
휴일에는 노천시장이 열려 토산물, 장신구, 의복, 그림, 돌세공품 등이 거래되는 곳이다. 상파울루 시민들의 생활상을 엿볼 수 있는 곳이다.